# Openbaar Psychiatrisch Zorgcentrum Rekem

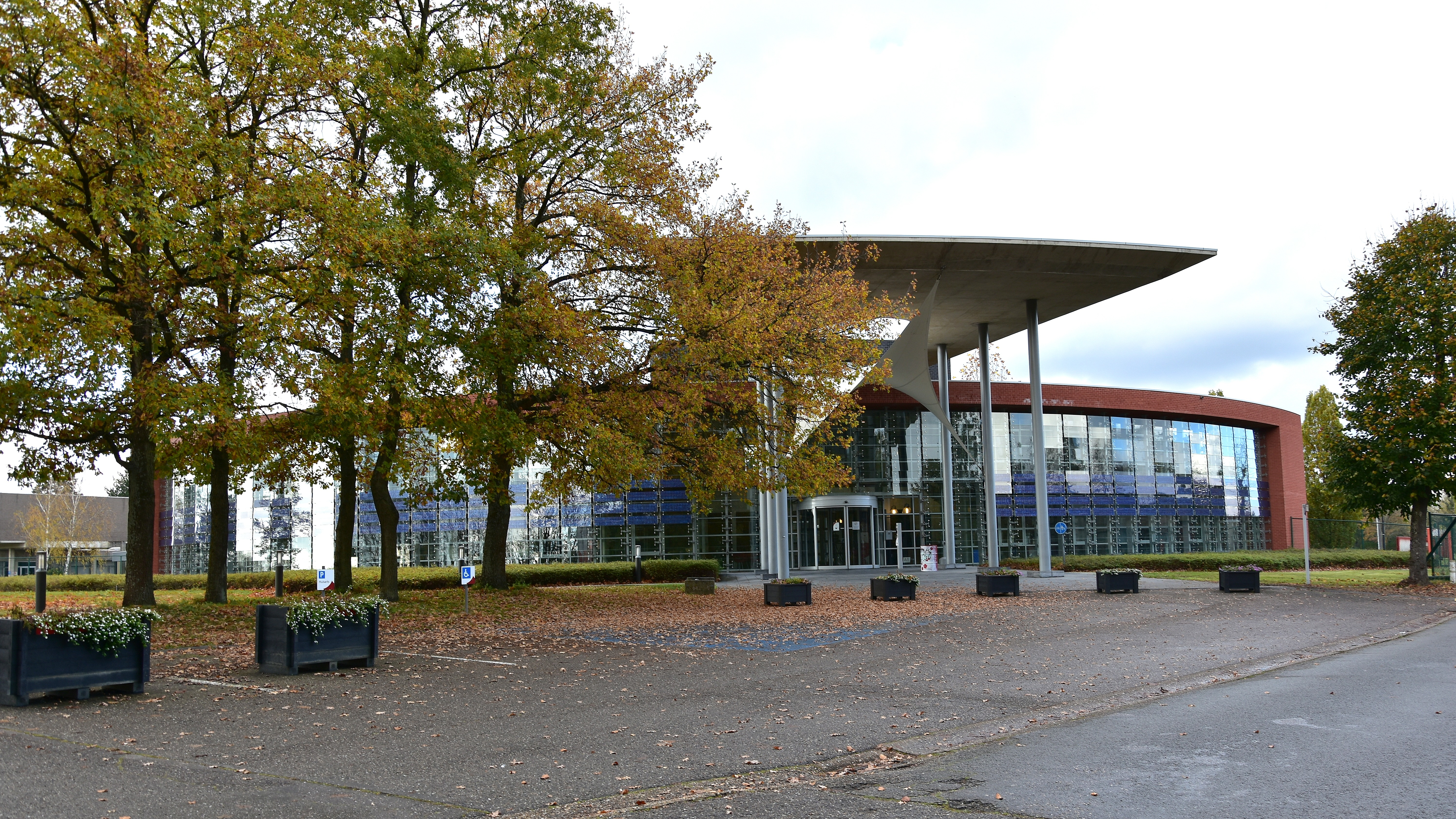
Het Openbaar Psychiatrisch Zorgcentrum te Rekem

Het Openbaar Psychiatrisch Zorgcentrum (OPZC) Rekem is een psychiatrisch ziekenhuis in Rekem, deelgemeente van Lanaken (Limburg), gevestigd aan Daalbroekstraat 106, ten westen van het gehucht Daalwezet. Het is omringd door bossen die aan de rand liggen van het Nationaal Park Hoge Kempen.

## Geschiedenis
De geschiedenis van het OPZC begon feitelijk reeds in 1792, toen de Franse bezetters het Kasteel d'Aspremont-Lynden onteigenden en er een militair hospitaal inrichtten. In 1809 werd het een zogeheten bedelaarsgesticht voor daklozen en in 1891 kwam er een gesticht voor onder justitiële bevoegdheid geplaatste kinderen.
Uiteindelijk werd in 1921 een, in toenmalig spraakgebruik, rijkskrankzinnigengesticht in het kasteel gevestigd, wat in 1972 als een psychiatrisch ziekenhuis werd erkend.
Het kasteel, feitelijk niet geschikt voor deze functie en bovendien te klein geworden, werd in 1974 definitief verlaten. Reeds in 1967 werd gestart met de bouw van een nieuw complex, gelegen aan de Daalbroekstraat. In 1991 kwam er ook een psychiatrisch verzorgingstehuis (PVT).
In 2001 begon men aan een nieuwbouwproject op het terrein, en in 2003 werd, in het centrum van Lanaken, een nieuw psychiatrisch verzorgingstehuis gebouwd.

### Kolonie van Rekem
De hoeve op deze locatie, gekend onder de naam "Kolonie van Rekem", werd gebouwd vanaf 1850 en omvatte naast de hoeve zelf een woning, een schuur, stallen en oorspronkelijk nog een kleinere schuur. Het was een van de grotere hoeves uit de streek met een groot arsenaal aan landbouwgronden, benodigd voor de voedselverschaffing van het gesticht. Ten tijde van het bedelaarsgesticht en het heropvoedingscentrum functioneerde de kolonie waarschijnlijk in dienst van deze instellingen. Wat de status van de kolonie was in de periode dat het krankzinnigininstituut gevestigd was op het kasteel, is niet bekend. Er werkten een veertigtal patiënten en vijf man personeel. De woning van de landbouwingenieur werd in 1933 op het kadaster geregistreerd. In 1966 wordt de landbouwkolonie officieel aan het rijksgesticht gehecht. Vanaf 1969 neemt het zorgcentrum er haar intrek na uitbreidingswerken waarvan de eerstesteenlegging dateert van 20 november 1967 en in 1974 verhuist het al haar activiteiten naar daar. Vanaf 1991 worden alle landbouwactiviteiten gestopt. De hoeve wordt thans door het zorgcentrum gebruikt als manege en bezoekerscentrum. De villa van de landbouwingenieur staat leeg.

## Vlaams agentschap
Het rijkspsychiatrisch ziekenhuis van Rekem en het rijkspsychiatrisch ziekenhuis van Geel werden aan de Vlaamse Gemeenschap overgedragen op grond van de bijzondere wet van 8 augustus 1980. Ze werden geïntegreerd in het toenmalige Ministerie van de Vlaamse Gemeenschap als openbare psychiatrische centra. Bij decreet van 12 december 1990 werden ze omgevormd tot autonome Vlaamse openbare instellingen.
In het kader van Beter Bestuurlijk Beleid werden aanvankelijk OPZ Rekem en OPZ Geel bij decreet van 30 april 2004 samengebracht in een op te richten "Vlaamse Agentschap voor Geestelijke Gezondheidszorg". Bij decreet van 31 maart 2006 werden ze echter beide als aparte entiteiten behouden en omgevormd tot publiekrechtelijk vormgegeven extern verzelfstandigd agentschap (EVA publiek). Dit decreet is in werking getreden op 1 januari 2007.
Het OPZC Rekem maakt sindsdien samen met het OPZ Geel deel uit van het beleidsdomein Welzijn, Volksgezondheid en Gezin van de Vlaamse overheid.